# Alejandro Cabal Pombo
Alejandro Cabal Pombo (Buga, 2 de octubre de 1897 - Palmira (Valle del Cauca), 1950) fue un abogado, empresario y político colombiano, miembro del Partido Conservador Colombiano, del cual era representante del ala más progresista, el ospinopastranismo. 
Cabal ocupó varios ministerios en diferentes gobiernos conservadores. Fue diputado de la Asamblea Departamental del Valle del Cauca, Senador de la República y Representante a la Cámara por su departamento, llegando a presidir la Cámara en 1926, 1929 y 1931. Se destacó como promotor del desarrollo urbanístico de su natal municipio de Buga, donde es considerado un ciudadano ilustre y varios monumentos están dedicados a su memoria.
A pesar de su labor filantrópica, es recordado por haber sido Ministro de Guerra en el gobierno de Miguel Abadía Méndez durante la Masacre de las Bananeras, en 1928, suceso del cual, a pesar de no ser responsable directo, pidió perdón públicamente. Durante la administración de Méndez también fue Ministro de Gobierno y en el gobierno de Mariano Ospina Pérez se desempeñó como Ministro de Justicia.

## Biografía
Alejandro Cabal Pombo nació en Buga, Valle del Cauca, el 2 de octubre de 1897, en el seno de una familia de la aristocracia local. Se graduó como abogado de la Universidad Nacional de Colombia de Bogotá, y a los 23 años fue nombrado rector del Colegio Académico de Buga.
Falleció víctima de un infarto agudo al miocardio, en Palmira, Valle del Cauca, en 1950, a los 53 años.

## Familia
Alejandro era miembro de la aristocracia colombiano, siendo sus padres Eduardo Cabal Salcedo y Emilia Pombo Martínez. Era el quinto de seis hijos, siendo sus hermanos Camilo, Luis Enrique, Ciro, Lucía y Jaime Cabal Pombo. 
Su padre era descendiente del prócer de la independencia, José María Cabal Barona, mientras que su madre era nieta del exgobernador de Buenaventura y Chocó, Francisco Pombo y Pombo y sobrina nieta del prócer Miguel Victorio Pombo. Francisco era sobrino nieto de Manuel de Pombo, padre a sus vez de Lino y Zenón de Pombo. 

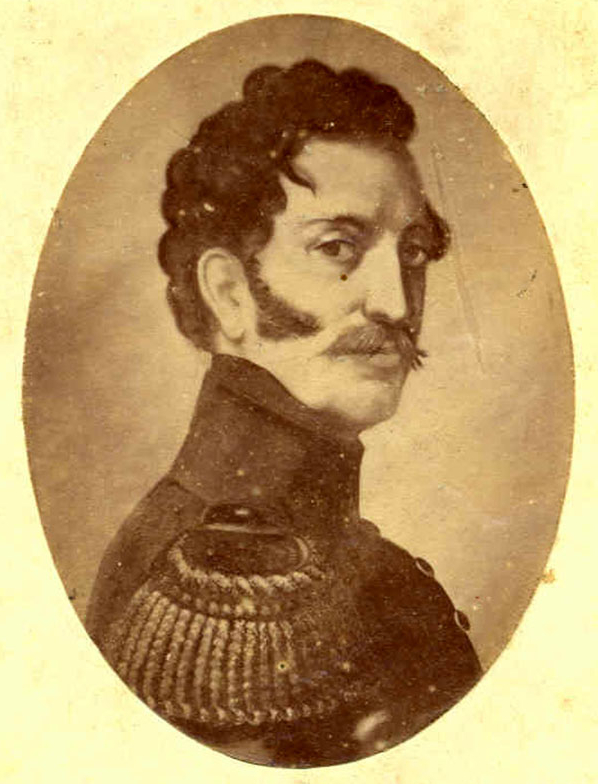
El prócer, José María Cabal.

Su hermano Jaime estaba emparentado con la misma familia del expresidente Manuel Antonio Sanclemente, tío a su vez del exministro Manuel María Sanclemente Cabal, de la misma familia de Alejandro.

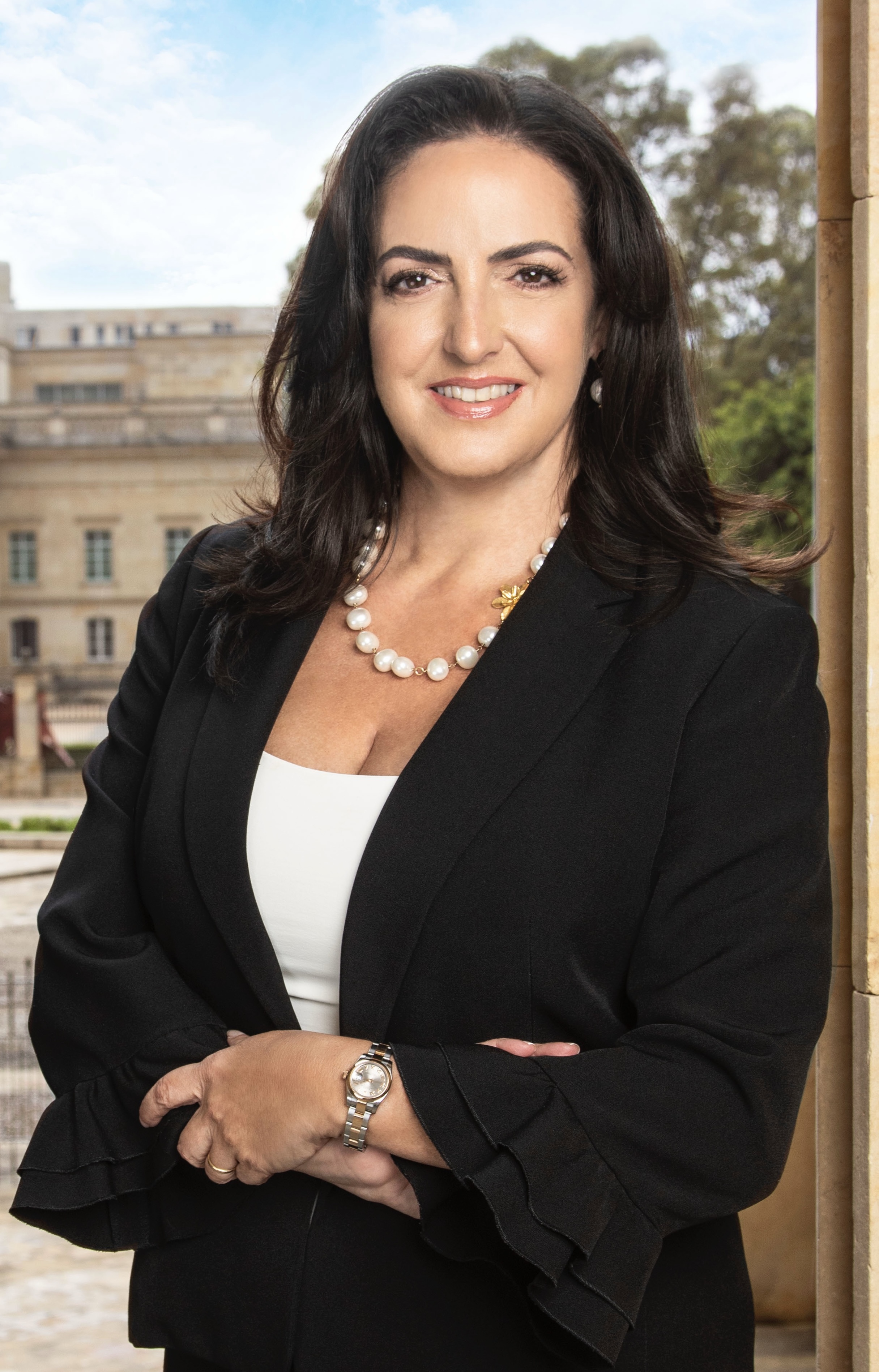
La congresista, María Fernanda Cabal, una de sus sobrinas bisnietas.

Una de sus sobrinas bisnietas es la congresista colombiana María Fernanda Cabal, representante del uribismo, la corriente política de derecha más importante de Colombia. Cabal está casada con el empresario ganadero José Félix Lafaurie. Cabal es hija del empresario azucarero Santiago Cabal Rivera (bisnieto del prócer Cabal) y de la política Amparo Molina Molina.

### Matrimonio y descendencia
Alejandro contrajo nucpias con Emma Currea Rizo, con quien tuvo a su hija Emilia Teresa Cabal Currea.

## Legado y homenajes
Actualmente se conserva su corazón como reliquia en uno de los templos católicos de su natal Buga.
Existe un parque llamado en su honor en Buga sobre la avenida Arboleda del Centenario o avenida 1° y limitado por la ribera del río Guadalajara, donde también se erigió un faro en su honor.